# 否定後件
在经典逻辑中，否定后件（拉丁語：modus tollens）有如下论证形式：
如果P，则Q。
非Q。
所以，非P。
它也可也被认为是否定结论，是一种有效的认证形式。
否定后件有时会与歸謬法 (Proof by contradiction)（假设命题的否定成立，证明这会导致矛盾）或者反證法 (Proof by contrapositive)（证明如果P则Q，通过证明如果非Q则非P的方法实现）相混淆。

## 例子
歸謬法的例子如下：
- 假定{\displaystyle G}是一個有限循環群，且{\displaystyle G}是單群，則{\displaystyle G}的階為質數。
- 也就是說，
- 若{\displaystyle G}的階不是質數，則{\displaystyle G}不是有限循環群，或者{\displaystyle G}不是單群。
- 證明：
  - 假定原論述不成立，那麼就表示「{\displaystyle G}的階不是質數」是錯的
  - 也表示說「若{\displaystyle G}的階不是質數，則{\displaystyle G}不是有限循環群，或者{\displaystyle G}不是單群。」是錯的
  - 這就表示「有個集合{\displaystyle G}是有限循環群，且{\displaystyle G}是單群」，而且「{\displaystyle G}的階不是質數」
  - 現在假定{\displaystyle G}的階是{\displaystyle n}，生成元是{\displaystyle a}，{\displaystyle G}單位元則記做{\displaystyle e}，因此有{\displaystyle e=a^{n}}
  - 由於{\displaystyle G}是循環群，因此{\displaystyle G}且{\displaystyle a}是生成元，因此{\displaystyle G}的所有元素都可表示成{\displaystyle a^{k}}的形式，其中{\displaystyle 0\leq k<n}；又{\displaystyle n}不是不是質數，因此存在兩個大於等於2的正整數{\displaystyle p}和{\displaystyle q}，使得{\displaystyle n=pq}
  - 由此可知，{\displaystyle a^{p}}是{\displaystyle G}的元素，且{\displaystyle (a^{p})^{q}=a^{pq}=a^{n}=e}
  - 所有形如{\displaystyle (a^{p})^{y}=a^{py}}的元素可構成{\displaystyle G}的一個真子群{\displaystyle H}，且{\displaystyle H\neq \{e\}}。
  - 由於{\displaystyle G}是循環群，因此{\displaystyle G}是一個交換群。
  - 由於{\displaystyle G}是交換群，因此{\displaystyle G}的所有子群都是正規子群。
  - {\displaystyle H}是{\displaystyle G}的一個真子群。
  - {\displaystyle H}是{\displaystyle G}的一個正規子群。
  - {\displaystyle G}有{\displaystyle \{e\}}和自身以外的正規子群，此與{\displaystyle G}是單群的假設矛盾。
  - 這表示先前的假設「『若{\displaystyle G}的階不是質數，則{\displaystyle G}不是有限循環群，或者{\displaystyle G}不是單群。』是錯的」這條是錯的。
  - 因此原論述「假定{\displaystyle G}是一個有限循環群，且{\displaystyle G}是單群，則{\displaystyle G}的階為質數。」是對的。

## 证明
| 步骤 | 命题                           | 推论             |
| ---- | ------------------------------ | ---------------- |
| 1    | {\displaystyle P\rightarrow Q} | 已知             |
| 2    | {\displaystyle \neg Q}         | 已知             |
| 3    | {\displaystyle \neg P\lor Q}   | 實質條件 (1)     |
| 4    | {\displaystyle \neg P}         | 選言三段論 (3,2) |